# 비선형 회귀

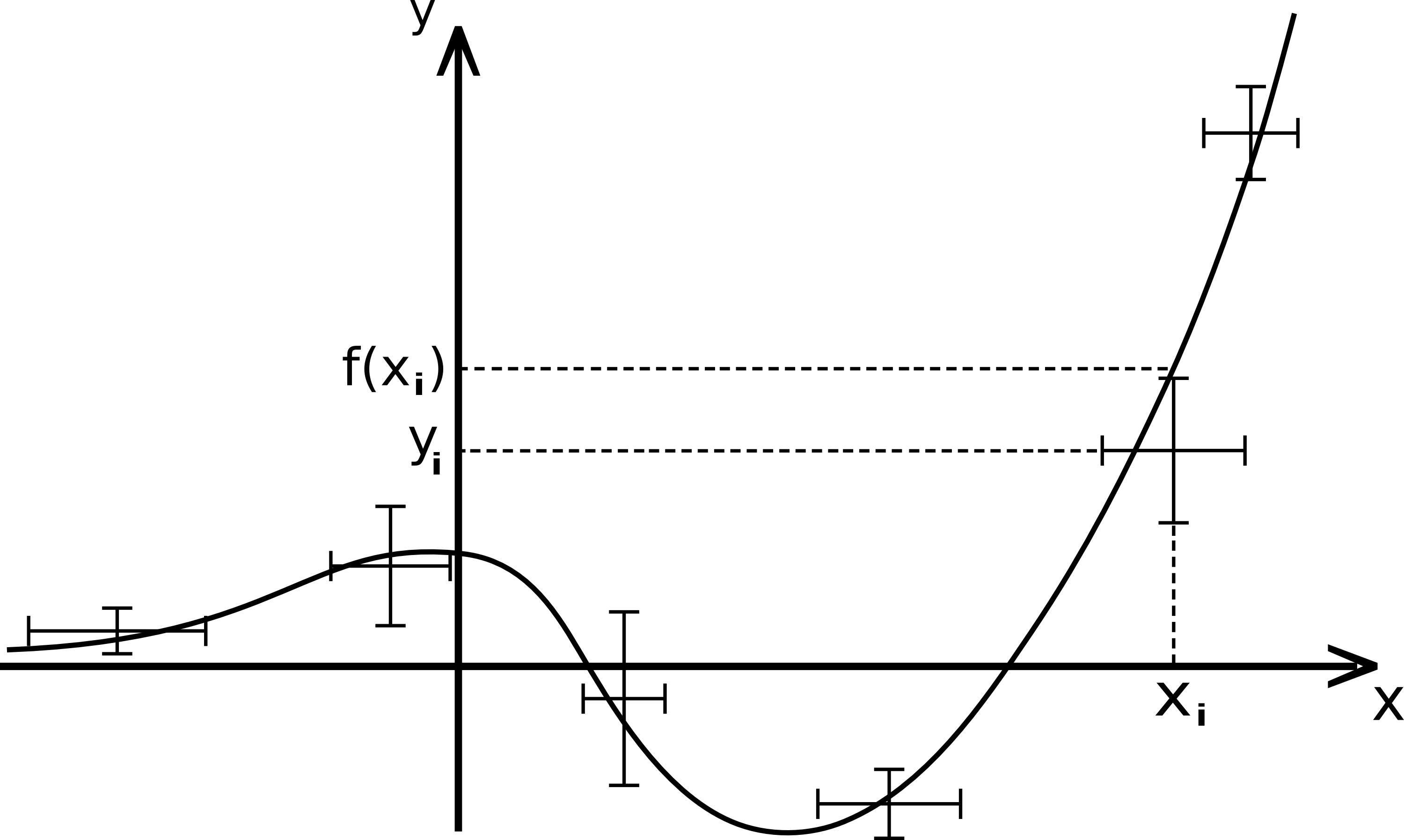

통계에서 비선형 회귀는 관측 데이터가 모델 매개변수의 비선형 조합이고 하나 이상의 독립 변수에 의존하는 함수에 의해 모델링되는 회귀 분석의 한 형태이다.
비선형 회귀에서 다음 형식의 통계 모델이 있다.
{\displaystyle \mathbf {y} \sim f(\mathbf {x} ,{\boldsymbol {\beta }})}
독립 변수 {\displaystyle \mathbf {x} }, 및 관련 관찰된 종속 변수, {\displaystyle \mathbf {y} }의 벡터가 관련되어 있다. 함수 {\displaystyle f} 매개변수 벡터의 구성요소에서 비선형이다. {\displaystyle \beta }, 그러나 그렇지 않으면 임의적이다. 예를 들어, 효소 역학에 대한 Michaelis-Menten 모델에는 다음과 같은 두 개의 매개변수와 하나의 독립 변수가 있다.
{\displaystyle f(x,{\boldsymbol {\beta }})={\frac {\beta _{1}x}{\beta _{2}+x}}}
이 함수는 두 {\displaystyle \beta }의 선형 결합으로 표현할 수 없기 때문에 비선형이다.
독립변수에 오차가 존재할 수 있으나 그 처리는 회귀분석의 범위를 벗어난다. 독립 변수에 오류가 없는 경우 이 범위를 벗어나는 변수 내 오류 모델이다.

## 같이 보기
- 일반화 선형 모형